# عدنان الرمحي
عدنان أحمد الرمحي مخرج وأحد أوائل مؤسسي التلفزيون الأردني، ومن رواد الإخراج الدرامي في الوطن العربي، حصل على جائزة الدولة التقديرية للفنون في الأردن عام 2014، وعلى جائزة أفضل إخراج عربي في مهرجان التلفزيون العربي الرابع في تونس عام 1988 عن فيلمه الروائي «الحنان المر»، وهو أول محاولة عربية سينمائية تعالج ثقافة التعامل مع المعاقين في المجتمع العربي؛ بطولة منى واصف.

## أهم أعماله
1. مسلسل «فندق باب العامود» 1969: وهو أول مسلسل أنتج في الأردن كمحاولة درامية لمعالجة المقاومة العربية في القدس المحتلة، هاني الروماني وقمر الصفدي ونبيل صوالحة ومحمد العبادي.
2. مسلسل «جارية من نيسابور» 1971؛ يعالج قصة عمر الخيام والحشاشين والاغتيال السياسي، من بطولة نضال الأشقر، وروجيه عساف، والموسيقى التصويرية لـ منير بشير.
3. مسلسل «القلادة والأخرس»؛ يعالج قصة معركة عين جالوت من بطولة عبد الله غيث وأحمد مرعي بطل فيلم المومياء لـ شادي عبد السلام.
4. مسلسل «زنوبيا ملكة تدمر» 1973؛ أول مسلسل بالألوان أنتج في التلفزيون الأردني بطولة نضال الأشقر، ونديم صوالحة، وسلمى المصري، ورشيد عساف، والطيب الصديقي 1973
5. والسلسلة الوثائقية «الآثار والفنون الإسلامية» 1981؛ التي صورت في 200 موقع في اليمن والمغرب وتركيا والجزائر والسعودية.
6. «الحياة في الحديقة الإلهية»؛ عن رسومات الكهوف في الصحراء الإفريقية الكبرى وحراسها رجال الطوارق.
7. «رحلة المشتى»؛ عن نقل واجهة قصر المشتى الصحراوي الأموي عام 1912، من الصحراء الأردنية إلى المتحف الإسلامي في برجامون في برلين.

## نشأته ودراسته وحياته
ولد المخرج عدنان أحمد الرمحي عام 1939 في مدينة اللد في فلسطين، وأكمل تعليمه الابتدائي في رام الله وإربد، وتعليمه الإعدادي والثانوي في مدرسة المعادي النموذجية بالقاهرة، وحصل على درجة البكالوريوس في الفن السينمائي من أكاديمية السينما والتلفزيون في بابلسبيرج- ألمانيا عام 1965، وقدم فيلمه الأول «البروفة» عن مسرح برشت في برلين، ثم عمل مخرجا في التلفزيون الألماني حتى عام 1968، وأخرج في هذه الفترة فيلمه الروائي الأول «حكمة رقم 4»، وقد عمل مخرجا في التلفزيون الأردني 1968-1977، ثم مخرجا ومنتجا منفذا لتلفزيون دولة الأمارات ودول أخرى. في عام 1990 هاجر إلى ألمانيا وأسس شركة للإنتاج التلفزيوني في مدينة الإعلام في مدينة لايبزغ بشراكة تلفزيون ألمانيا الوسطى وشركة سيناميديا للإنتاج والتوزيع السينمائي، كبرى شركات الإنتاج الألمانية في ميونخ.
أنهى أعمال شركته في عام 2014 وتفرغ للعمل مخرجا ومنتجا ومدربا لصناعة الفيلم الوثائقي وقام بالتدريب في «كلية القدس: المعهد الأسترالي للإعلام» وفي «معهد الإعلام الأردني» (2015).

## البداية
في 27 نيسان 1968، أول يوم لبث التلفزيون الأردني، ظهر فيلمه الوثائقي التلفزيوني الأردني الأول «عشرون عاما» على الشاشة، والذي يعرض معاناة الإنسان الفلسطيني اليومية في مخيم الكرامة في غور الأردن بعد نكبة 67 . ومن أهم المسرحيات والعروض الموسيقية التي قام بتسجيلها للتلفزيون الأردني في تلك الفترة مسرحية «راسبوتين» مع يوسف وهبي وأمينه رزق وعماد حمدي، وباليه «روميو وجوليا» مع فرقة الباليه الروسية العالمية البولشوي، ومسرحية «مذكرات مجنون» لجوجول، من إخراجه، والمسرحية من اقتباس وتمثيل وإنتاج نبيل صوالحه، وعرض «الخيام السود» لفرقة كاركلا اللبنانية.
وأخرج في هذه الفترة «أراجيل وسيوف»، وهي أول محاولة لمغناة أردنية تلفزيونية عن معركة الكرامة، تلحين وموسيقى فرقة الموسيقى في الإذاعة الأردنية وتأليف حيدر محمود.
في عام 1975 اختير عدنان الرمحي لتغطية وتوثيق الزيارات الرسمية للملك الراحل الحسين بن طلال، وعمل تحت إشرافه فرق تصوير من تلفزيونات: اليابان وأستراليا وكندا وأمريكا، في طوكيو وكيوتو وسدني ومانيلا وطهران ودمشق ولندن وأوتاوه وواشنطن ولوس أنجلوس وشيكاجو. وتحتوي هذه التغطية على وثائق ولقطات تظهر المحبة والاحترام العظيمين الذي كان الحسين الإنسان والملك يجدهما في كل مكان في العالم.

## أعماله

### أهم أفلامه الوثائقية
بلغ عدد الأفلام الوثائقية التي ألفها وأخرجها 43 فيلما وثائقيا، في الأردن وفي ألمانيا، منها:

#### في الأردن
1. سلسلة «الآثار والفنون الإسلامية» المكونة من 26 فيلما.
2. «الأردن» تم تصويره على 35 ملم، ومونتاجه وتركيبه في لندن، وركز الفيلم على إنجازات الأردن الحضارية.
3. «مصنع الرجال» 35 ملم.
4. الثورة العربية الكبرى «التحدي والعرش».
5. «وادي الأردن».
6. «خط الحجاز الحديدي».
7. «صور ع الحيطان».
8. «الطبل في القبر».
9. استعمالات الطاقة الشمسية في الأردن «التحدي والواقع».
10. «ثلوث البيئة في الأردن».
11. «الإبرة بنت الأبره» عن الأزياء الأردنية والفلسطينية.

#### في ألمانيا
1. «البروفة» 35 ملم، فيلم التخرج من أكاديمية السينما في بوتسدام 1964 عن مسرح برشت - برلين.
2. «سللين» 35 ملم.
3. «اوفه» 35 ملم.
4. «الحياة في الجنة الإلهية» في هذا الفيلم تظهر رسومات الكهوف الموجودة في الصحراء الكبرى في طاسيلي ناجرالجزائرية والتي تعود إلى 8000 سنة قبل الميلاد، وقبائل الطوارقالذين يقومون بحراسة هذه الكهوف.
5. «الجار المجهول» عن مشكلة اندماج العرب في المجتمع الألماني.
6. «بنيان» عن المجتمعات المدنية في الأردن ولبنان وسوريا وفلسطين.
7. «بورصة» فيلم بايلوت لمسلسلة وثائقية عن الصعود الاقتصادي التركي في مطلع الألفية الثالثة (2013).

#### أهم أفلامه السينمائية والتلفزيونية
- «الحكمة رقم أربعة»؛ فيلم روائي 35 ملم أخرجه لحساب التلفزيون الألماني عام 1966.
- فيلم «أحلام بلا رصيد»؛ عن انهيار القيم العائلية وتفشي القيم المادية في مجتمع محدثي النعمة.
- فيلم «الحنان المر»؛ إنتاج التلفزيون الأردني، بطولة منى واصف وإيمان هايل وربيع زيتون ومحمد القباني.
- «قصة كلوديا»؛ فيلم سينمائي بريطاني تم تصويره في لندن، أخرجه أنور قوادري، وأشرف على إنتاجه عدنان الرمحي.

### أهم المسلسلات التلفزيونية
التي أخرجها والبالغ عددها 18 مسلسلا أهمها:
- «فندق باب العامود».
- «جارية من نيسابور»؛ بطولة نضال الأشقر وروجيه عساف ونبيل المشيني وهشام هنيدي.
- «القلادة والأخرس»؛ بطولة عبد الله غيث، وأحمد مرعي (بطل فيلم المومياء لـ شادي عبد السلام).
- «امرؤ القيس».
- «زنوبيا ملكة تدمر»؛ بطولة نضال الأشقر وحسن منصور ونديم صوالحة وسلمى المصري ورشيد عساف، والطيب الصديقي.
- «بين الحقيقة والخيال»؛ تقديم ليلى رستم.
- «عودة الزيبق»؛ بطولة صباح الجزائري.
- «قصة وعبرة»؛ بطولة رشيد عساف.
- «الفجر العظيم»؛ بطولة محمد القباني.
- «الغدير»؛ بطولة محمود سعيد.
- سلسلة «نزار قباني» حياته وشعره؛ مرافقة الشاعر الراحل في بيروت ودمشق، وستوديوهات التلفزيون الأردني في عمان.

## المهرجانات والمشاركات العربية والعالمية
- مهرجان ليبزج العالمي للأفلام الوثائقية ألمانيا 1965 و1966 و1971.
- مهرجان اوبرهاوزن الدولي للأفلام الوثائقية ألمانيا 1966.
- مهرجان موسكو العالمي للأفلام الروائية 1972.
- مهرجان طشقند السينمائي عام 1976.
- مهرجان وملتقى علماء الآثار ومخرجي الأقلام الوثائقية في الجزائر 1982.
- مهرجان برلين السينمائي برليناله 1998 و2002.
- مهرجان القاهرة السينمائي 2003.
- الجوائز العربية والعالمية
- شهادة تقديرية لفيلم التخرج «البروفة» من مهرجان اوبرهاوزن الدولي للأفلام الوثائقية.
- جائزة أفضل إخراج عربي عن فيلم «الحنان المر» في مهرجان التلفزيون العربي الرابع في تونس عام 1988.
- جائزة الدولة التقديرية للفنون في الأردن عام 2014.